# Kazanlak
Kazanlak (bolgárul: Казанлък [kɐzɐnˈɫɤk], trák és görög nyelven Σευθόπολις (Seuthopolis), törökül: Kazanlık) egy bolgár város Sztara Zagora megyében, az azonos nevű síkság közepén, a Balkán-hegység lábánál, a Rózsavölgy keleti végén. A város egyúttal Kazanlak Önkormányzat közigazgatási központja is.

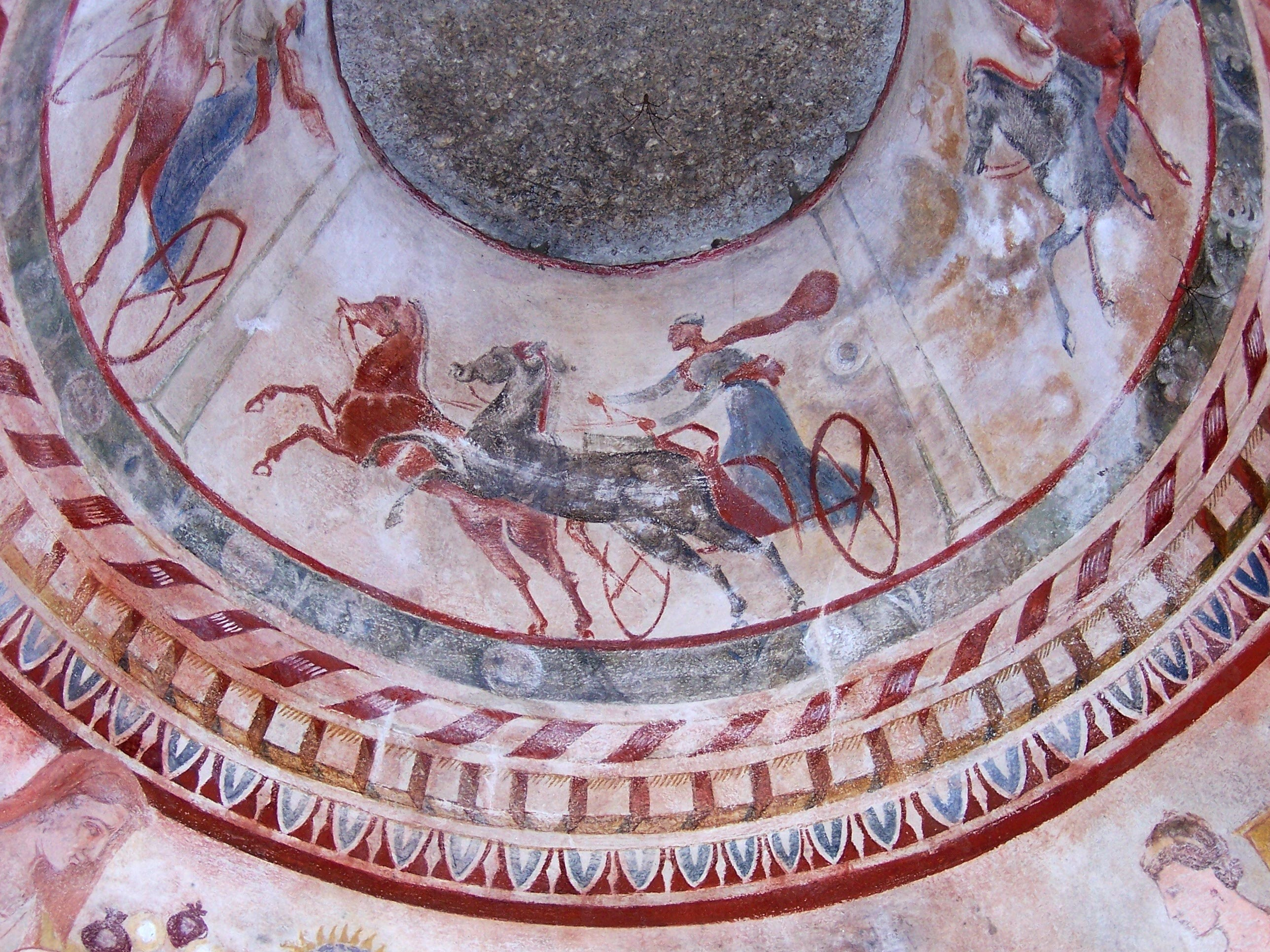
A trák sírkamra freskóinak egy részlete

## Leírása
A város Bulgária 15 legnagyobb ipari központjainak egyike. Lakóinak száma a 2017. decemberében elérte a 44 760 főt.
A város Bulgáriában a rózsaolaj-termelés központjának számít, az itt rózsaolaj előállítása céljából termesztett rózsa pedig az egyik legismertebb nemzeti szimbólum.

## Története

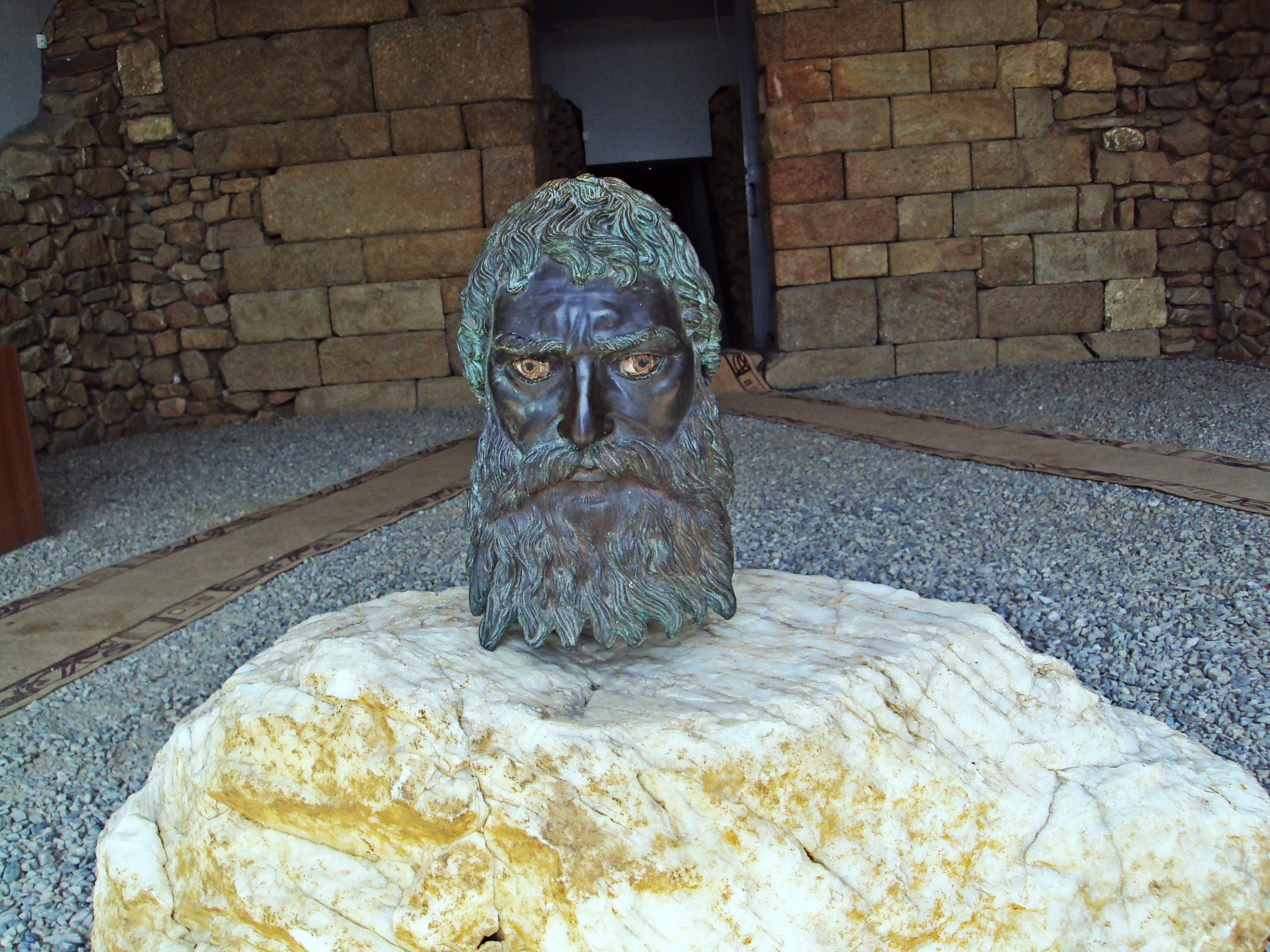
III. Seuthes trák uralkodó portréja

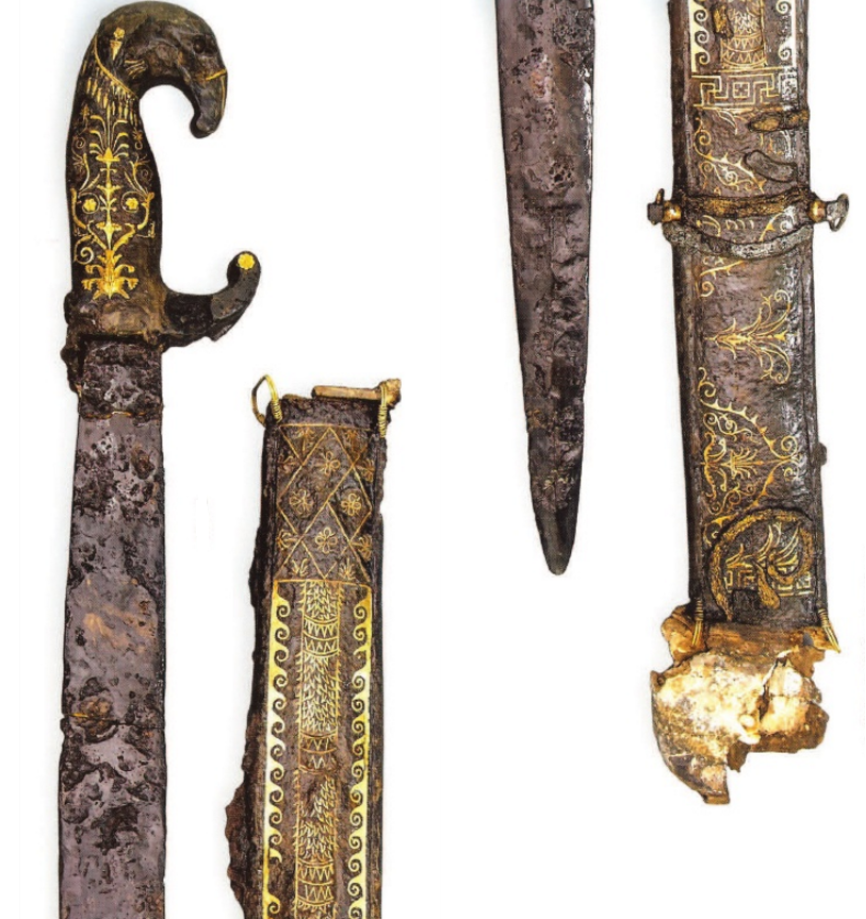
III. Seuthes trák király sírjában talált kard. A sas alakú kiképzéssel, arany berakással díszített kard. a Kr. E. 3. századból való. A kardot a bulgáriai Kazanlakban, az Iskra Történeti Múzeumban őrzik

A modern város és környéke az újkőkortól (I.e. 6. – 5. évezred) lakott hely volt. Az I.e 4. és 3. században a Tundzha folyó felső folyása mentén fekvő területek III. Seuthes trák uralkodó fennhatósága alá tartoztak, és a hellenisztikus korszakban fontos helyet foglaltak el Trákia történelmi fejlődésében. Kazanlak közelében a Koprinka víztározó építésének idején tárták fel a trákiai Seuthopolis városát (Σευθόπολις). Az I.e. 4. században, az ókori trák főváros, Seuthopolis város közelében, ugyancsak csodálatos trák sírt fedeztek fel, mely boltíves téglafalból álló "méhkas" (tholos) sírból áll, és többek között festett falfestményeket tartalmaz, amelyek egy temetési ünnepen egy trák házaspárt ábrázolnak. A sírt 1979-ben az UNESCO világörökség részévé nyilvánította.
A középkorban ez a völgy a Krun régió közigazgatási központjává vált, ahol a bolgár Aldimir (Eltimir) bojár uralkodott. 1370 után Kazanlak oszmán fennhatóság alatt állt. Modern neve a török Kazanlık-ból származik.
A mai város keletkezése a 15. század elejére nyúlik vissza. Katonai erődként alapították a Sipka-szoros védelmére, majd később kézművesek városává fejlődött. Több mint 50 olyan kézműves tevékenység alakult itt ki, mint a cserzés, rézművesség, ötvösmunka, frízszövés, cipőgyártás, és természetesen a rózsa termesztése. A bolgár függetlenség után a kézműipar csökkent a hatalmas Oszmán Birodalom piacvesztése miatt. Fejlődött a textilipar, a repülőgépipar és a hadiipar.

## A kazanlaki rózsa
A Közép-Ázsiából Perzsián, Szírián és Törökországon keresztül behozott olajtermő rózsa minden szükséges körülményt megtalált a gyarapodáshoz - megfelelő hőmérsékletű, magas nedvességtartalmú és könnyű, homokos erdőtalajokat.
A kazanlaki rózsaolaj aranyérmet nyert a párizsi, londoni, philadelphiai, antwerpeni, laeti és milánói kiállításokon.

## Nevezetességek
- Trák sírkamra, melyet 1979-ben az UNESCO világörökség részévé nyilvánított.
- A Rózsaolaj hazája.